# Akvadukt otce Tembleque
Akvadukt otce Tembleque je jednou z nejvýznamnějších vodohospodářských staveb, které vznikly na mexickém území v koloniálním období, kdy se zde rozkládalo španělské místokrálovství Nové Španělsko. Byl vystavěn mezi roky 1553 a 1570, stavbu plánoval a vedl františkánský kněz Francisco de Tembleque. Akvadukt sloužil jako přivaděč vody mezi městy Otumba a Zempoala (v 16. století Congregación de Todos los Santos) v mexickém státě Hidalgo a odbíraly z něj vodu i okolní vesnice a osady podél trasy akvaduktu. Od roku 2015 figuruje na seznamu světového kulturního dědictví UNESCO.

## Charakteristika
Akvadukt je dlouhý 48 kilometrů. Přibližně 95 % trasy je vedeno pod zemí (v proměnlivé hloubce od několika centimetrů až po 2 metry), zbývajících 5 % je vedeno nad zemí v 6 oddělených arkádových úsecích. Nejznámější z nich je překlenutí údolí řeky Papalote na pomezí států Hidalgo a México, známé pod názvem Arquería Mayor. V nejvyšším místě je výška akvaduktu 38,75 metrů. Akvadukt je unikátním spojením evropského principu akvaduktů a mezoamerických stavebních technik (např. nepálených cihel adobe).